# Herstedvestersenderen
Herstedvestersenderen var en radiosender som lå ved landsbyen Herstedvester.
I 1932 påbegyndtes byggeriet af Herstedvestersenderen på et 24 tønder land stort stykke af Bakkegårdens jorder ved Gammel Landevej. På grund af nærheden til den forhenværende Trippendal Galge fandt man under dette arbejde en del menneskeknogler. Senderen blev taget i brug i 1934. Fra dette år og frem til 1951 stod der derfor Herstedvester på radioens skala på mellembåndet på alle danskproducerede radioer. Den 125 meter høje mast kunne ses vidt omkring og blev et vartegn for Herstederne. I 1948 begyndte man fra senderen at transmittere udsendelser i kortbølge til danske i udlandet, hvilket krævede opstilling af tre 110 meter høje antenner samt anden udvidelse af stationen. I 1952 blev to nye master rejst på Damgårdsarealet på grund af indførslen af program 2 og i 1970'erne blev der opsat parabolantenner til TV. Mellembølgesenderen i Herstedvester blev i 1983 nedlagt i forbindelse med at den hidtidige teknologi blev afløst af FM. Selve antennen blev taget ned 1987. Kortbølgesendingerne fortsatte til 1990, hvorefter DR lejede sig ind på en kraftigere sender i Kvitsøy i Norge. Sendehallen står der endnu, og det samme gælder de boliger, der var blevet opført rundt om stationen til de mange ansatte. Det hele er opført i den for opførelsestidspunktet karakteristiske funkisstil.